# Hexatoma beieri
Hexatoma beieri är en tvåvingeart som beskrevs av Alexander 1970. Hexatoma beieri ingår i släktet Hexatoma och familjen småharkrankar.
Artens utbredningsområde är Tanzania. Inga underarter finns listade i Catalogue of Life.